# Leadframe

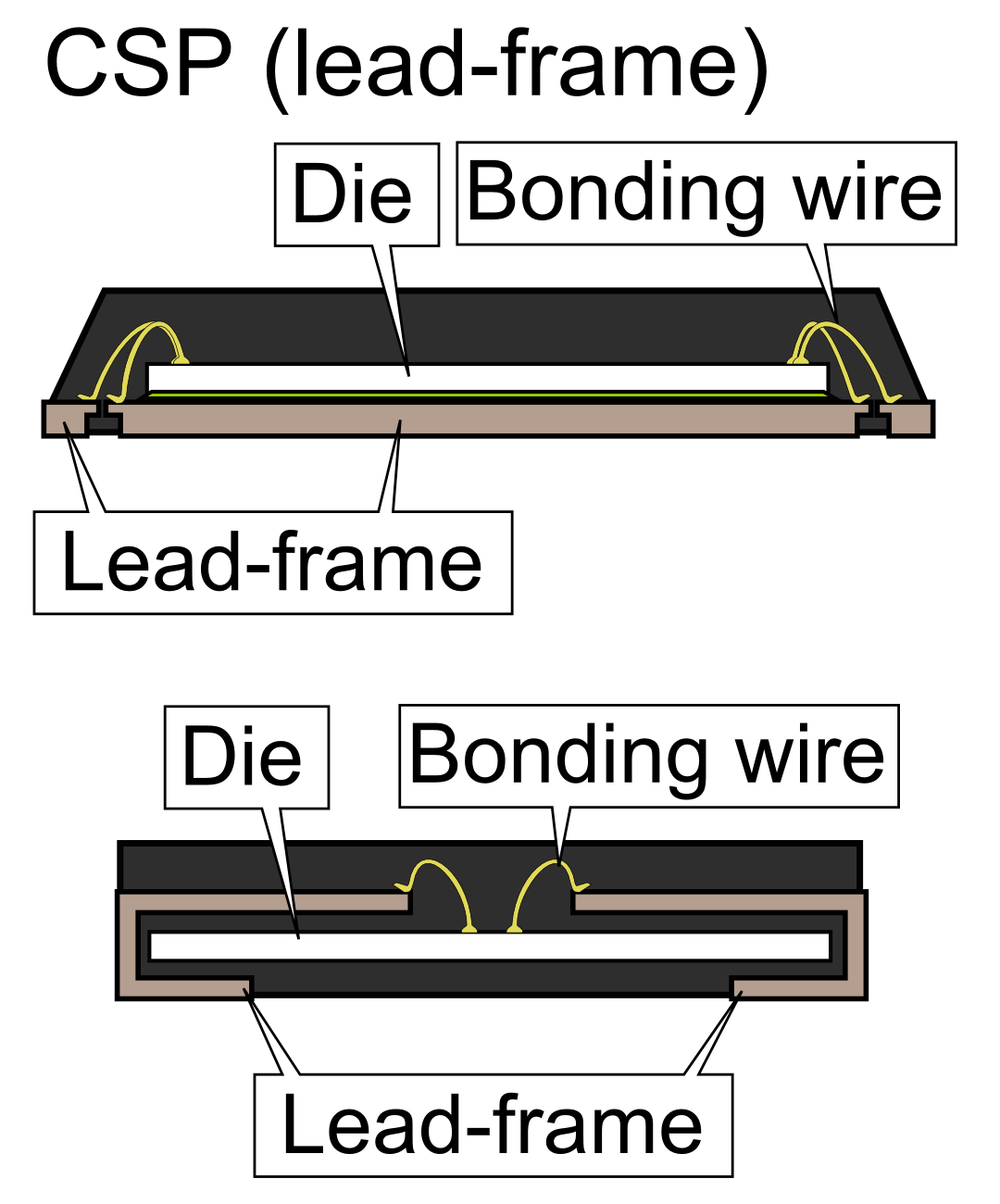
Querschnitt von 2 Microchips mit den eigentlichen Halbleiter-Chips (Dies), Lead-Frames und den Drahtbonden dazwischen

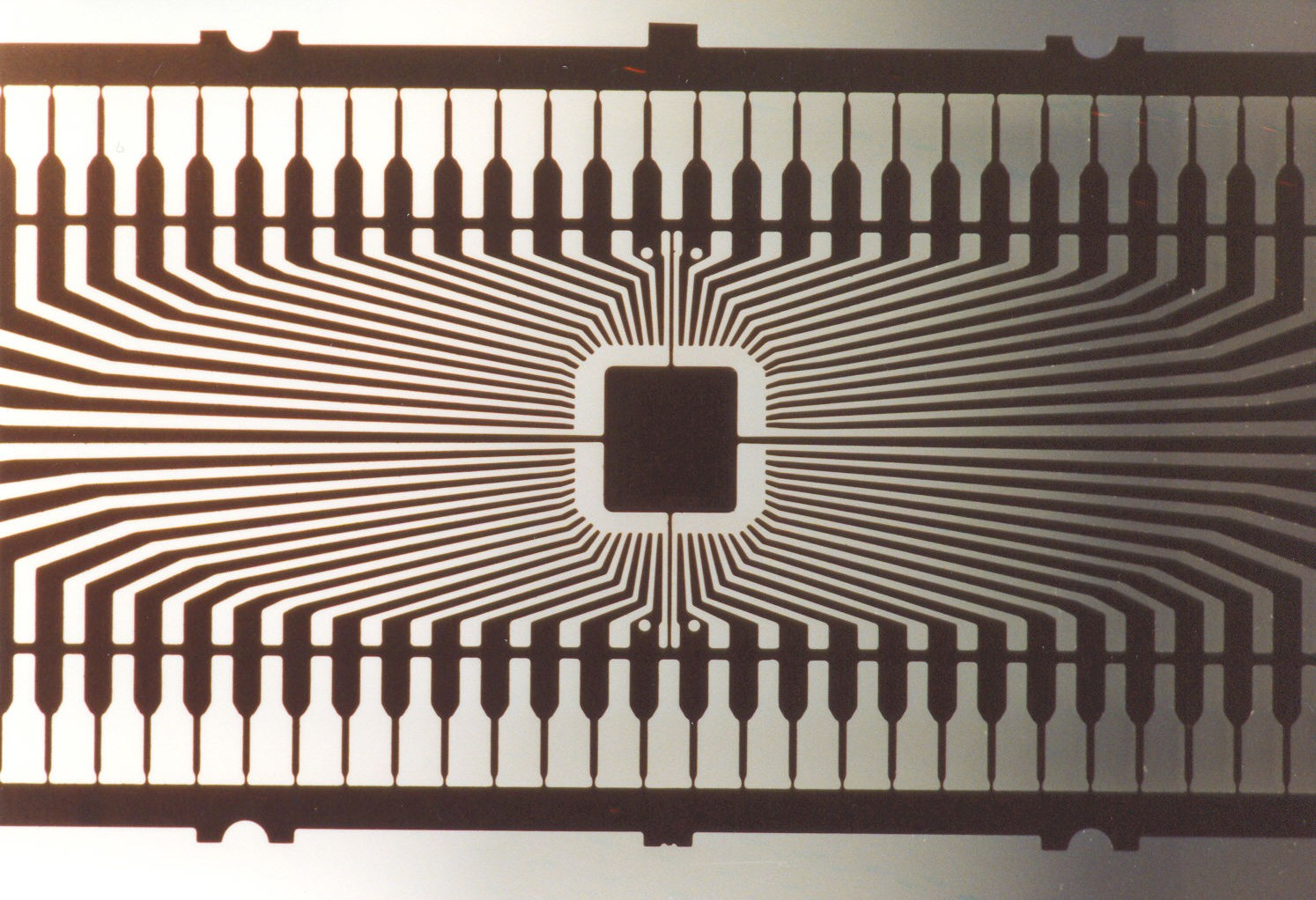
Lead-frame eines Microchips

Lead-frame für die Steckerherstellung

Ein Lead-Frame ('Anschluss-Rahmen') ist ein lötbarer metallischer Leitungsträger in Form eines Rahmens oder Kamms zur maschinellen Herstellung von Halbleiterchipgehäusen oder anderen elektronischen Komponenten. Die einzelnen Kontakte ('Leads') sind noch miteinander verbunden, und die Frames der einzelnen Produkte sind ebenfalls miteinander verbunden und werden aufgerollt geliefert.
Daneben bezeichnet Lead-Frame auch die Form der mit Lead-Frames produzierten Mikrochips, also die Formen mit (herausragenden) Anschlüssen.
Lead-Frames werden auf einem isolierenden Träger oder in einem Gehäuse montiert. Nachdem die Kontakte mechanisch fixiert sind, können sie voneinander getrennt werden. Lead-frames werden gestanzt oder geätzt, können für kleinere Stückzahlen aber auch lasergeschnitten sein.